# Єстомичі
Єстомичі (рос. Естомичи) — присілок у Лузькому районі Ленінградської області Російської Федерації.
Населення становить 86 осіб. Належить до муніципального утворення Дзержинське сільське поселення.

## Історія
Згідно із законом від 28 вересня 2004 року № 65-оз належить до муніципального утворення Дзержинське сільське поселення.

## Населення
| 1838 | 1862 | 1885 | 1958 | 1997 | 2007 | 2010 |
| ---- | ---- | ---- | ---- | ---- | ---- | ---- |
| 162  | ↗180 | ↗188 | ↘172 | ↘58  | ↗66  | ↗86  |